# Classe GCL
I mezzi nautici classificati GC tipo L sono dei natanti della Guardia Costiera Italiana che alla luce delle intrinseche caratteristiche tecnico-operative, non trovano specifica collocazione in una delle componenti tipiche delle attività del Corpo e vengono utilizzati per impieghi logistici prevalentemente nell'ambito delle acque portuali e lagunari, nonché litorali.